# Monti Žergokonskij
I monti Žergokonskij (in russo Жергоконский хребет?) sono una catena montuosa della Siberia Orientale meridionale (Territorio della Transbajkalia) che fa parte dell'altopiano Chėntėj-Daur. Si trovano tra i fiumi Čikoj e Ingoda. Prendono il nome da un tributario di sinistra del Čikoj, lo Žergokon.
La catena montuosa si estende per circa 60 km con una larghezza media di 10-12 km. Le altezze predominanti vanno dai 1 200 ai 1 500 m; il punto più alto è il monte Žergokonskij Golec (1 942 m).
La dorsale è composta da rocce prevalentemente di età paleozoica. Il rilievo è dominato dalle montagne centrali, sezionate dalle valli dei fiumi e dai loro affluenti. In alcuni luoghi sono presenti antiche morfologie glaciali, terrazze spoglie, "fiumi di pietre" (kurum) e affioramenti rocciosi. I tipi di paesaggio predominanti sono la taiga montana e la foresta prealpina.